# Cheung Wai-leung
Dans ce nom cantonais, le nom de famille, Cheung, précède le nom personnel Wai-leung.
Pour les articles homonymes, voir Cheung.
Benny Cheung Wai-leung, né en 1959 à Hong Kong, est un escrimeur handisport hongkongais. Il a participé aux Jeux paralympiques d'été de 1996 à Atlanta, remportant la médaille d'or dans les quatre épreuves auxquelles il s'est engagé : fleuret individuel et par équipes, sabre individuel et par équipes.

## Biographie
Cheung naît en 1959 dans les Nouveaux Territoires de Hong Kong dans une famille de sept enfants. Il est naturellement attiré par le sport et passe le plus clair du temps libre de son enfance à jouer et pratiquer des activités de plein air. il se définit lui-même comme un « mauvais élève », jusqu'à ce que la pression familiale ne le renvoie sérieusement aux études.
Jeune homme, il décroche son diplôme et travaille comme responsable de planification dans une usine. Parallèlement, il exerce une occupation de pompier. C'est en 1983, au cours d'une opération de sauvetage après un glissement de terrain consécutif au  Typhon Ellen (en), que l'accident qui le handicape prend place : un second glissement de terrain l'emporte, prenant la vie d'un de ses collègues. Secouru, il est transporté d'urgence à l'hôpital où l'on procède à l'amputation de sa jambe gauche. Son handicap ne l'éloigne pas du sport : pour sa rééducation, il pratique la natation et le basket-ball.
Il découvre l'escrime en 1991, participe à sa première compétition internationale en 1994 (championnats du monde) où il prend la sixième place. L'année suivante, il remporte un tournoi international en Italie. Il fait partie des favoris des Jeux paralympiques de 1996, et répond présent en décrochant quatre médailles d'or dans ses quatre épreuves. Sa carrière internationale se termine en 1998. Il travaille toujours pour les pompiers de Hong Kong de nos jours.

## Palmarès
- Jeux paralympiques
  -  Médaille d'or à l'épée aux Jeux paralympiques de 1996 à Atlanta
  -  Médaille d'or au fleuret aux Jeux paralympiques de 1996 à Atlanta
  -  Médaille d'or à l'épée par équipes aux Jeux paralympiques de 1996 à Atlanta
  -  Médaille d'or au fleuret par équipes aux Jeux paralympiques de 1996 à Atlanta